# Водонапорная башня на площади Маркса

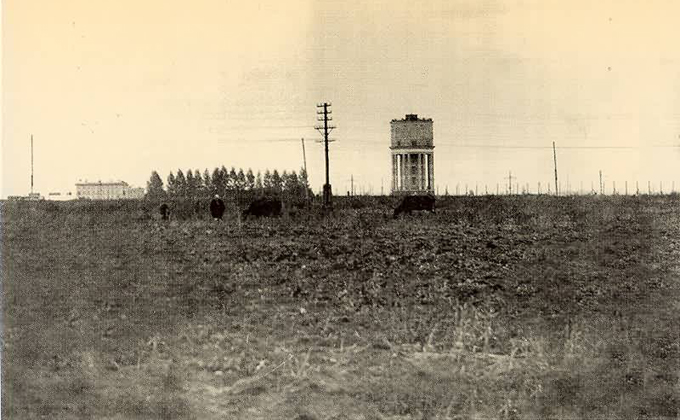
Водонапорная башня в 1939 году.

Водонапорная башня на Площади Маркса — инженерное сооружение в Ленинском районе Новосибирска, построенное в 1935 году (архитектор неизвестен). Расположена рядом с Площадью Маркса, по адресу улица Ватутина, 29/1, и является одной из важных архитектурных доминант этой площади. Имеет высоту, примерно равную высоте десятиэтажного дома — 35 метров, диаметр наружной окружности стен — 19 м. Благодаря своей высоте возвышается над более поздней окружающей застройкой, создавая интересный архитектурный акцент.
Башня выполнена в конструктивистском стиле с элементами ар-деко и неоклассицизма. Изначально в верхней части конструкции располагался бак объёмом 2000 м³. При реконструкции в 1980-е годы на месте бака было выстроено несколько этажей, а вместо винтовой лестницы, ведущей к баку, была установлена капитальная лестница, а также лифт и запасная лестница с аварийным выходом. Всего в башне по состоянию на октябрь 2023 года 8 этажей.

## История
С 1920-х годов Новосибирск начинает стремительно развиваться. В 1930 году в городе образован Заобский район, в состав которого вошли населённые пункты Кривощёковской слободы. В 1930-х годах (предположительно 1935—1939 годы) для бесперебойного снабжения водой жителей нового района была построена водонапорная башня, которая также обеспечивала доступ воды на завод Сибсельмаш (ранее Завод «Сибкомбайн») и левобережный соцгород, отстроенный для завода Сибкомбайн.
В 1950-е годы сооружение утратило свою первоначальную функцию и до середины 1980-х годов стояло в заброшенном состоянии, пока не было реконструировано внутри под молодёжный клуб и кафе. При реконструкции в 80-е годы на месте бака было выстроено несколько этажей, а вместо винтовой лестницы, ведущей к баку, была установлена капитальная лестница, а также лифт и запасная лестница с аварийным выходом. Молодёжный клуб так и не начал работать, в башне несколько лет находился пункт видеопроката. В 1993 году в башню заехала телекомпания НТН-4, которая работала здесь до 2005 года. Логотипы телекомпании сохранились на ограждении башни.
В 2005 году башня признана памятником архитектуры местного значения.
С 2005 по 2019 годы башня была заброшена и выставлена на продажу как частная собственность. В конце 2019 года башня была выкуплена нынешними владельцами - новосибирскими предпринимателями Александром Гинтером и Вячеславом Босиным. Сейчас внутри продолжается ремонт и готовится к открытию Креативный центр «Башня». Некоторые площади внутри памятника архитектуры сдаются в аренду, на верхних этажах проводятся концерты, выставки и лекции. 
Башня на Маркса уже год функционирует как "Креативный центр "Башня", периодически проводятся экскурсии, выставки, лекции, кинопоказы и другое. В Башню можно попасть ежедневно с 10:00 до 20:00. На площадке работает администратор. 